# Sprekkefjellet
Sprekkefjellet är ett berg i Antarktis. Det ligger i Östantarktis. Norge gör anspråk på området. Toppen på Sprekkefjellet är 1 493 meter över havet.
Terrängen runt Sprekkefjellet är huvudsakligen platt, men åt sydost är den kuperad. Terrängen runt Sprekkefjellet sluttar norrut. Trakten är obefolkad. Det finns inga samhällen i närheten.